# XII Legislatura da Assembleia Legislativa da Região Autónoma da Madeira

A XII Legislatura (2019–2023) é o mandato da Assembleia Legislativa Regional da Madeira, resultante das eleições regionais de 2019.

Ireneu Barreto, representante da República
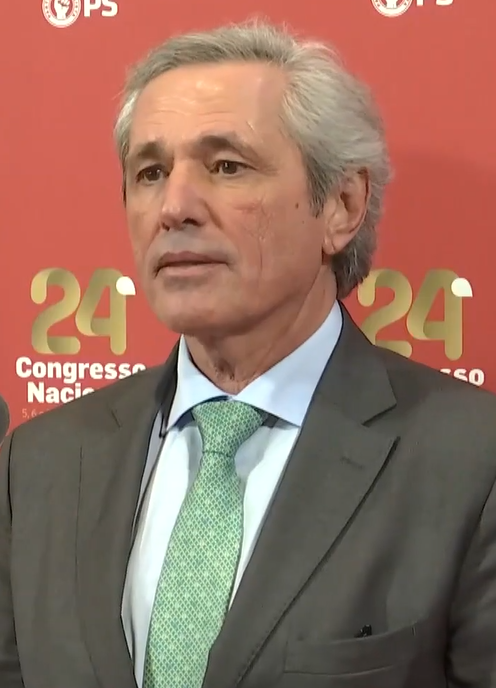
José Manuel Rodrigues, presidente da Assembleia da República
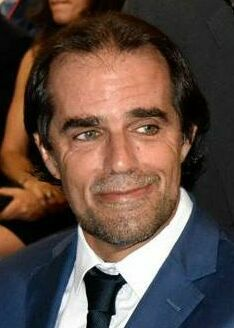
Miguel Albuquerque, presidente do XIII Governo Regional da Madeira

## Grupos parlamentares
| Grupo parlamentar | Grupo parlamentar           | Lista por que foram eleitos          | Deputados | Notas | |
| ----------------- | --------------------------- | ------------------------------------ | --------- | --- | --- |
|                   | Partido Social Democrata    | Partido Social Democrata             | 21        | Notas | O PPD/PSD não obteve maioria absoluta dos deputados pela 1.ª vez desde que o parlamento regional existe. |
|                   | Partido Socialista          | Partido Socialista                   | 19        | O PS voltou à condição de 2.° maior partido. | |
|                   | CDS - Partido Popular       | CDS - Partido Popular                | 3         | | |
|                   | Juntos Pelo Povo            | Juntos Pelo Povo                     | 3         | | |
|                   | Partido Comunista Português | CDU - Coligação Democrática Unitária | 1         | O PCP não terá grupo parlamentar, mas, sim, um deputado único representante do partido. O partido concorreu, como sempre fez desde 1988, em coligação com o Partido Ecologista "Os Verdes" (PCP-PEV). | |
| Total             | Total                       | Total                                | 47        | | |

## Lista de deputados
Todos os deputados são eleitos por um único círculo eleitoral correspondente a todo o território da região autónoma. Os deputados que exercerão funções nesta legislatura são os seguintes:
| Deputado | Deputado | Mandato | Grupo parlamentar | Lista por que foi eleito | Notas |
| -------- | -------- | ------- | ----------------- | ------------------------ | ----- |
|          |          |         |                   |                          |       |
|          |          |         |                   |                          |       |